# Kartal Tibet

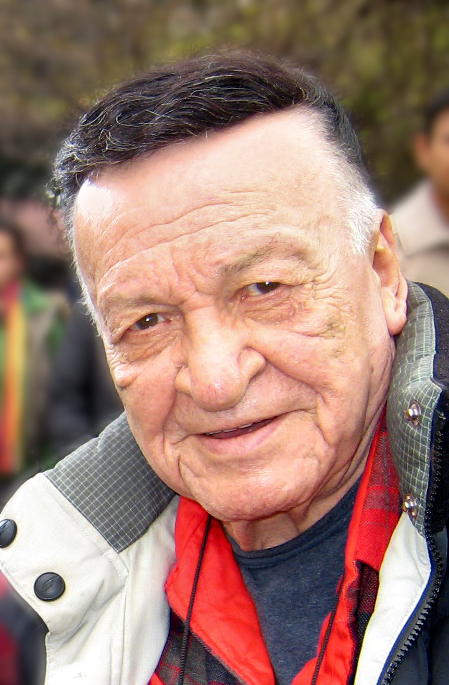
Kartal Tibet

Kartal Tibet (* 27. März 1939 in Ankara; † 1. Juli 2021) war ein türkischer Schauspieler, Regisseur und Drehbuchautor.

## Leben
Tibet begann seine Karriere Mitte der 1960er Jahre, in denen er vor allem als halbmythologischer Held in Filmserien wie Tarkan oder Karaoğlan besetzt wurde und sich als Publikumsmagnet erwies.
Nachdem er bereits 1968 zusammen mit Ertem Eğilmez die Produktionsfirma Arzu Film gegründet hatte und somit die eigenen Filme co-produzierte, begann er Mitte des folgenden Jahrzehnts auch mit der Inszenierung von Filmen, ebenso meist abenteuerliche Stoffe wie seine schauspielerischen Rollen größtenteils darauf beschränkt blieben.
Er wurde einer breiteren Öffentlichkeit durch die Regie des 2006 entstandenen Trash-Films DKAO – Türken im Weltall bekannt. Sein Tod wurde am 2. Juli 2021 bekannt.
Kartal Tibet, der ein großer Anhänger von der Fußballmannschaft Beşiktaş Istanbul war und sein Vorname auf Deutsch Adler heißt, hat seinen Sohn Kanat benannt, was auf Deutsch Flügel heißt.

## Filmografie

### 1960er
- 1965: Karaoğlan: Altay’dan Gelen Yiğit
- 1965: Hıçkırık
- 1966: Ölmeyen Aşk
- 1966: Çalıkuşu
- 1966: Baybora’nın Oğlu
- 1966: Kanunsuz Yol
- 1966: Yiğit Kanı
- 1966: Beyoğlu’nda Vuruşanlar
- 1966: Fatih’in Fedaisi
- 1966: Ben Bir Sokak Kadınıyım
- 1966: Ölüm Temizler
- 1966: Bir Millet Uyanıyor
- 1966: İnsan Bir Kere Ölür
- 1966: Camoka’nın İntikamı
- 1966: Arzunun Bedeli
- 1966: Siyah Gül
- 1966: Damgalı Kadın
- 1967: Son Gece
- 1967: Parmaklıklar Arkasında
- 1967: Osmanlı Kabadayısı
- 1967: Kader Bağı
- 1967: Ölünceye Kadar
- 1967: Paşa Kızı
- 1967: Sefiller
- 1967: Amansız Takip
- 1967: Ömre Bedel Kız
- 1967: Hırsız Prenses
- 1967: Dokuzuncu Hariciye Koğuşu
- 1967: Bizanslı Zorba
- 1967: Karaoğlan Yeşil Ejder
- 1967: Kara Davut
- 1967: Kanunsuz Toprak
- 1967: Elveda
- 1968: Sabahsız Geceler
- 1968: Nilgün
- 1968: İstanbul Tatili
- 1968: Aşka Tövbe
- 1968: Kanun Namına
- 1968: Tahran Macerası
- 1968: Hırsız Kız
- 1968: Son Hatıra
- 1968: Funda
- 1968: Benim De Kalbim Var
- 1968: Sarmaşık Gülleri
- 1968: Sevemez Kimse Seni
- 1968: İngiliz Kemal
- 1968: Mafia Ölüm Saçıyor
- 1968: Bağdat Hırsızı
- 1969: Deli Murat
- 1969: Tarkan
- 1969: Yumurcak
- 1969: Cilveli Kız
- 1969: Boş Çerçeve
- 1969: Seninle Düştüm Dile
- 1969: Kızım ve Ben
- 1969: Dağlar Şahini
- 1969: Çakırcalı Mehmet Efe
- 1969: Namus Fedaisi
- 1969: Namluda Beş Kurşun
- 1969: Kötü Kader
- 1969: Dağlar Kızı Reyhan

### 1970er
- 1970: Seven Ne Yapmaz
- 1970: Tarkan: Gümüş Eyer
- 1970: Güller ve Dikenler
- 1970: Küçük Hanımefendi
- 1970: Fadime
- 1970: Sevenler Ölmez
- 1970: Kıskanırım Seni
- 1970: Kadın Satılmaz
- 1970: Kaçak
- 1970: İşportacı Kız
- 1970: Aşk ve Tabanca
- 1970: Arkadaşlık Öldü mü?
- 1970: Son Nefes
- 1970: Beyaz Güller
- 1971: Ateş Parçası
- 1971: Senede Bir Gün
- 1971: Mahşere Kadar
- 1971: Tarkan: Viking Kanı
- 1971: Gelin Çiçeği
- 1971: Ömrümce Unutamadım - Ömrümce Aradım
- 1971: Beklenen Şarkı
- 1971: Sevenler Kavuşurmuş
- 1971: Tanrı Şahidimdir
- 1971: Ölmeden Tövbe Et
- 1971: Kurşunlarım
- 1971: Aşk Uğruna
- 1971: Son Hıçkırık
- 1972: Tarkan: Altın Madalyon
- 1972: Karaoğlan Geliyor
- 1972: Zulüm
- 1972: Kırık Hayat
- 1972: İtham Ediyorum
- 1972: Takip
- 1972: Bir Pınar Ki
- 1972: Zorbanın Aşkı
- 1972: Yalan Dünya
- 1972: Aşk Fırtınası
- 1972: Ölüm Dönemeci
- 1972: Sabu Kahraman Korsan
- 1972: Vukuat Var
- 1973: Bitirimler Sosyetede
- 1973: Bir Demet Menekşe
- 1973: Zambaklar Açarken
- 1973: Bataklık Bülbülü
- 1973: Aşk Mahkumu
- 1973: Bitirim Kardeşler
- 1973: Tarkan: Güçlü Kahraman
- 1973: Siyah Eldivenli Adam
- 1973: Kaderim Kanla Yazıldı
- 1973: Kabadayının Sonu
- 1973: Kurbanları
- 1973: Düşman
- 1974: Sığıntı
- 1974: Erkeksen Kaçma
- 1974: Erkekler Ağlamaz
- 1974: Gaddar
- 1974: Ölüm Tarlası
- 1975: Curcuna

### 1980er
- Şabaniye (1984)
- Öğretmen (1988)
- Uyanık Gazeteci (1988)
- Kim bunlar kim (1990)

### Als Regisseur
- Tosun Paşa (1976)
- Cennetin Çocukları (1977)
- Sultan (1978)
- Hababam Sınıfı Dokuz Doğuruyor (1978)
- Şark Bülbülü (1979)
- Umudumuz Şaban (1979)
- Zübük (1980)
- Sevgi Dünyası (1980)
- Gol Kralı (1980)
- Annem Annem (1980)
- Mutlu Ol Yeter (1981)
- Gırgıriyede Şenlik Var (1981)
- Gırgıriye (1981)
- Davaro (1981)
- İffet (1982)
- Gözüm Gibi Sevdim (1982)
- Doktor Civanım (1982)
- Baş Belası (1982)
- Şalvar Davası (1983)
- En Büyük Şaban (1983)
- Çarıklı Milyoner (1983)
- Aile Kadını (1983)
- Şabaniye (1984)
- Bir Sevgi İstiyorum (1984)
- Ortadirek Şaban (1984)
- Sosyete Şaban (1985)
- Şendul Şaban (1985)
- Şaban Pabucu Yarım (1985)
- Keriz (1985)
- Gurbetçi Şaban (1985)
- Katma Değer Şaban (1985)
- Milyarder (1986)
- Yaygara 86 (1986)
- Deli Deli Küpeli (1986)
- Japon İşi (1987)
- Arkadaşım ve Ben (1987)
- Aile Pansiyonu (1987)
- Öğretmen (1988)
- Uyanık Gazeteci (1988)
- Sevimli Hırsız (1988)
- Deniz Yıldızı (1988)
- İnatçı (1988)
- Samanyolu (1989)
- Talih Kuşu (1989)
- Gülen Adam (1989)
- Koltuk Belası (1990)
- Duygu Çemberi (1990)
- Kızlar Yurdu (1992)
- Tanrı Misafiri (1993)
- Süper Baba (1993)
- Bizim Aile (1995)
- Yasemince (1997)
- Ah Bir Zengin Olsam (1999)
- Demir Leblebi (1999)
- Keloğlan-Süperoğlan (2000)
- Sınır (2000)
- Borsa (2000)
- Karate Can (2001)
- Şıh Senem (2003)
- Hababam Sınıfı Merhaba (2003)
- Ağa Kızı (2004)
- AB'nin Yolları Taştan (2005)
- Emret Komutanım (2005)
- DKAO – Türken im Weltall (Dünyayı Kurtaran Adamın Oğlu) (2006)
- Amerikalılar Karadeniz'de 2 (2006)
- Zoraki Koca (2007)
- Hayat Güzeldir (2008)

### Drehbuch
- Gol Kralı (1980)
- Davaro (1981)
- Çarıklı Milyoner (1983)
- Şabaniye (1984)
- Sosyete Şaban (1985)
- Şendul Şaban (1985)
- Deli Deli Küpeli (1986)
- Arkadaşım ve Ben (1987)
- Duygu Çemberi (1990)